# TieUps
TieUps株式会社（タイアップス）は、東京都渋谷区に本社を置く日本の゙インターネット関連企業。

## 概要
「Social Media Marketingを、もう一度民主化する」をビジョンに掲げ2020年4月に設立された。
「発信者を通じた最高のUX(顧客体験)を創る」を理念に掲げ、スマホひとつでSNSをまとめたオリジナルページが作れるサービス「lit.link」（リットリンク）を運営している。

## 沿革
- 2020年（令和2年）  4月 - TieUps株式会社設立    11月 - lit.linkリリース
- 2021年  (令和3年）   10月　WeClipβ版リリース
- 2022年  (令和4年）   3月　シードラウンドとして1億円の資金調達を実施

## 主なサービス
- lit.link - 完全無料のブランディング.link
- WeClip - コミュニティSNS